# El sueño de la sultana (película de 2023)
El sueño de la sultana es una película de animación estrenada en 2023, dirigida por Isabel Herguera e inspirada en el cuento de ciencia ficción feminista El sueño de la Sultana, escrito en Bengala en 1905 por Begum Rokeya.

## Historia
Inés emprende un viaje iniciático por India en búsqueda de Ladyland, la utópica tierra de las mujeres. Se trata de un cuento moderno y colectivo.
La película fue presentada en la sección oficial del Festival Internacional de Cine de San Sebastián en 2023.

## Guion
Isabel Herguera y Gianmarco Serra.

## Animación
Eduardo Elósegi.

## Producción
Se trata de una coproducción España-Alemania; Sultana Film, El Gatoverde Producciones, Abano Producions, Uniko, Fabian & Fred GMBH, Fabian & Fred. 

## Distribución
Filmin